# Raffles City Chongqing
Raffles City Chongqing es un complejo de ocho rascacielos situado en el distrito de Yuzhong de Chongqing, China. Tiene un pasadizo elevado de trescientos metros de longitud llamado The Crystal que conecta la parte superior de cuatro de los edificios. Este pasadizo es el segundo más alto del mundo, solo por detrás del Kingdom Centre de Riad. El proyecto se compone de ocho torres con una superficie total de 817 000 m², y fue diseñado por el arquitecto israelí-canadiense Moshe Safdie.
Su construcción empezó en torno a 2013 y se completó en la segunda mitad de 2019.

## Descripción
Raffles City Chongqing se compone de ocho rascacielos, situados en una parcela de 9.2 hectáreas situada en el distrito de Yuzhong, en el extremo de la península donde se encuentran los ríos Yangtsé y Jialing.
En la cima de cuatro de las torres de 250 metros de altura hay un pasadizo elevado cerrado, llamado The Crystal. Las dos torres de 350 metros de altura están conectadas con el pasadizo mediante sendos puentes en voladizo. Por último, hay otras dos torres de 250 metros de altura adyacentes a esas seis.
El proyecto contiene 1.13 millones de metros cuadrados de espacio, incluidos 150 000 m² de oficinas, mil cuatrocientas viviendas, un hotel, un centro comercial de 235 000 m² y jardines paisajísticos.
Los edificios son de hormigón armado con pilares de acero revestidos de hormigón y forjados de acero. La altura máxima es de 354.5 metros, con 79 plantas sobre el nivel del suelo y tres sótanos.

## The Crystal
The Crystal es un pasadizo elevado cerrado de 300 metros de longitud situado sobre cuatro de los edificios, que ha sido definido por el arquitecto como un «rascacielos horizontal». Tiene 32.5 m de anchura y 26.5 m de altura. Su exterior se compone de unos tres mil paneles de vidrio y casi cinco mil paneles de aluminio. The Crystal fue construido en nueve partes: cuatro de ellas fueron construidas sobre las torres y las restantes fueron prefabricadas, elevadas desde el terreno e instaladas. Dentro de The Crystal hay dos piscinas, restaurantes, una galería, jardines y un mirador.

## Diseño y reconocimientos
El proyecto fue diseñado por el arquitecto Moshe Safdie. Está inspirado en los veleros chinos y es un homenaje al pasado de Chongqing como centro del comercio marítimo.
Raffles City Chongqing ganó el China Tall Building Innovation Award.

## Galería

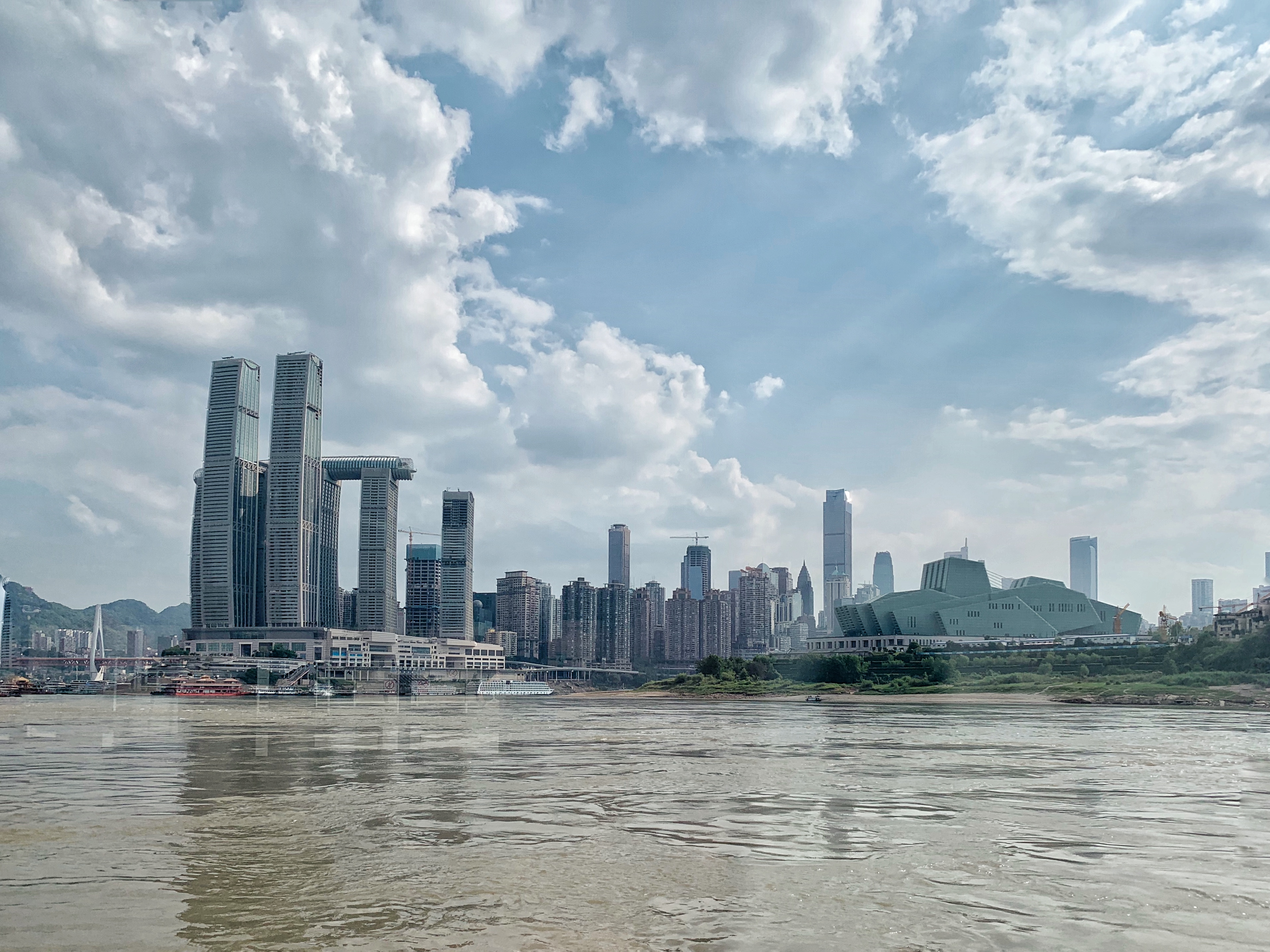
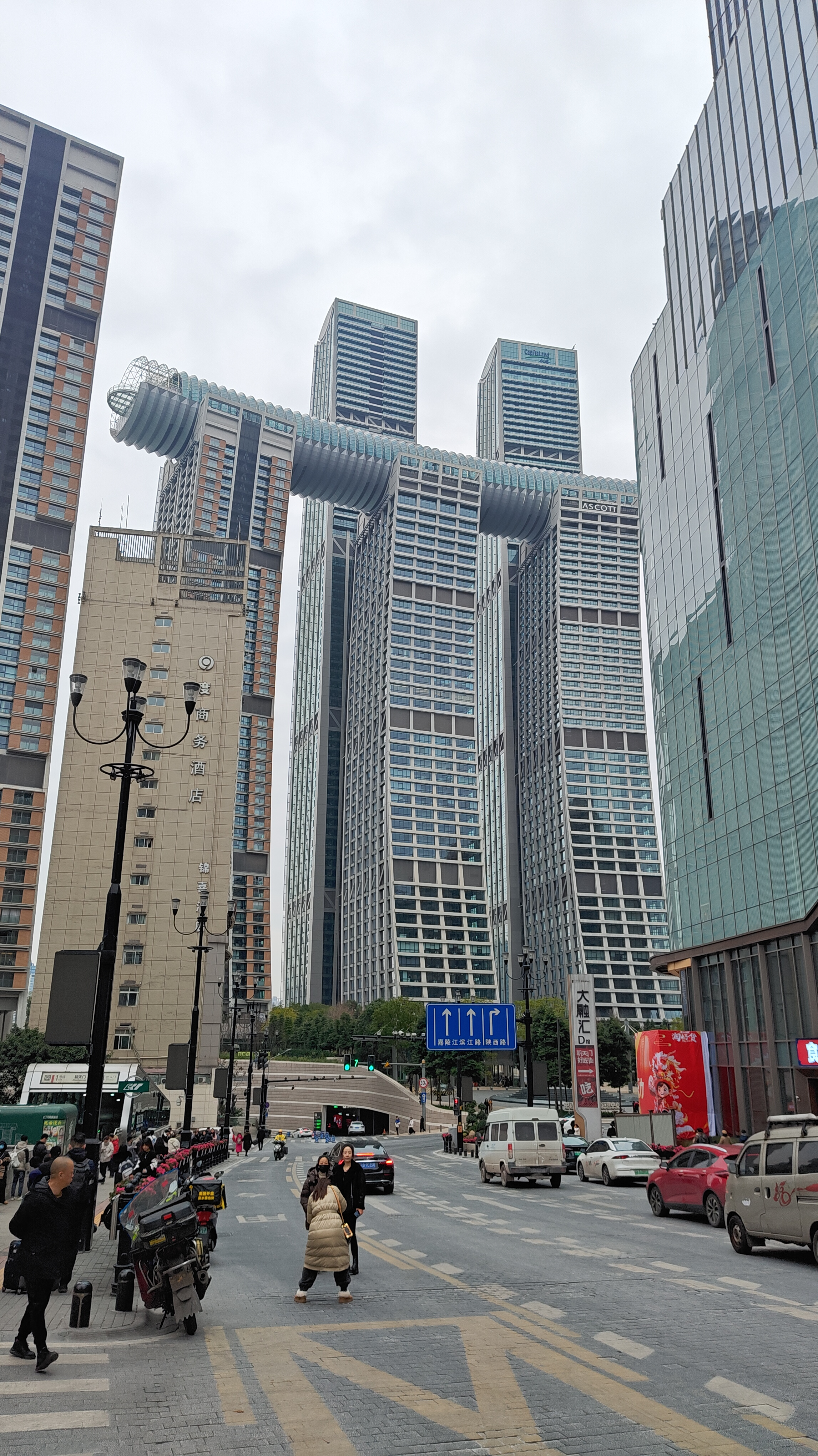